# Шумихинский элеватор
Шумихинский элеватор — предприятие находится в южной части города Шумиха, занимается закупкой зерна, его продажей, переработкой и хранением.
- Элеватор ЛВ-3 x 175 — это железобетонное сооружение с четырьмя силкорпусами, расположенными в одну линию, в центре которого находится рабочая башня. Отдельно стоящие зерносушилки производительностью 224 тонны в час. Установлено технологическое оборудование отечественного производства.
- Комбикормовый цех — это здание из кирпича, построено в 1975 году, производительность 280 тонн в сутки. Производит комбикорма для откорма свиней, КРС, птицы. Для выработки комбикорма, в комбикормовом цеху имеются зерносклады №2,3 и сил корпус №1 где и размещается поступающие сырьё.
- Мельница
- Цех по производству ячменя шелушенного, крупы и муки — это железобетонное здание, в эксплуатации с 2000 года. Реконструирован недостроенный цех карбамидного концентрата (ранее был законсервированный) в цех по выработке шелушенного ячменя. В 1995 году была пущена линия по выработке муки в цехе. (Вырабатывается мука: высшего, 1 и 2 сотров). В 1999 году была пущена в эксплуатацию линия по выработке круп. (Крупы: ячменная, пшеничная).
- Производство макаронных изделий
- Производство хлебобулочных изделий[1]

Шумихинский элеватор имел общесоюзное значение уже в 1924 году.

## История
Нынешнее здание элеватора было построено в 1965 году, он пришел на смену «Шумихинскому ХПП» (ныне ООО «Тэрра плюс»), элеватор такого масштаба как в Шумихе до этого был только в областном центре в Кургане. Но пришел 2003 год и предприятие обанкротилось, пыталось продать 90% своих акций. Всё это прошло, на данный момент предприятие работает в полную силу, оно также осталось самым «мощным» элеватором южной части Курганской области. Здесь производится хранение зерна соседних районов так как крупных элеваторов, кроме Шумихинского, в южной части области нет.